# 馬六甲緋鯉
馬六甲緋鯉，俗名秋姑、鬚哥，為輻鰭魚綱鱸形目鬚鯛科的其中一個種。

## 分布
本魚分布於印度西太平洋區，包括東非、紅海、波斯灣、亞丁灣、馬爾地夫、葛摩、模里西斯、塞席爾群島、印度、斯里蘭卡、馬來西亞、安達曼海、泰國、菲律賓、印尼、中國南海、東海、日本、台灣、越南、新幾內亞、所羅門群島、澳洲、馬里亞納群島、馬紹爾群島、密克羅尼西亞、帛琉、諾魯、斐濟群島、東加、萬納杜等海域。

## 深度
水深10至120公尺。

## 特徵
本魚體延長，稍側扁，背緣和腹緣淺弧形，頭中大，吻圓鈍。體被中大弱櫛鱗，易脫落，眶前區無鱗。體側中央由眼至尾鰭基部具有一黃色縱帶；背鰭與尾鰭上葉有黃黑相間之橫帶。背鰭硬棘共8枚、軟條共9枚；臀鰭硬棘1枚、軟條7枚。側線鱗片數33至35枚。體長可達20公分。

## 生態
本魚喜棲息在沙泥質海底，以觸鬚探索食物，屬肉食性，以軟體動物及甲殼類為食。

## 經濟利用
小型食用魚，用油炸或紅燒食用。另可做為觀賞魚。